# Abbaye cistercienne de Sainte-Hoïlde
L'abbaye de Sainte-Hoïlde est un ancien couvent de moniales cisterciennes situé à Bussy-la-Côte, une commune du département de la Meuse en France. Fondé en 1228, il perdure jusqu'en 1791, après quoi il est dissous et détruit.

## Histoire
Fondé en 1228 par Henri II de Bar à 8 kilomètres au nord-ouest de Bar-le-Duc sur l'Ornain (à proximité de l'abbaye cistercienne de Lisle-en-Barrois), le couvent est dédié à Saint Hoildis (aussi : Hulda de Troyes) de l'époque mérovingienne (dont la sœur est la ville de Sainte-Menehould). Le nom du monastère a connu de nombreuses variations au cours des siècles, notamment Monasterium Sanctæ-Hoildis, Sancta-Ohyldis, Sancta-Hoïldia, Abbacia Sanctæ-Ashuldis, Sainte-Ashoul, Sainte-Houlde, Saint-Houd, Sainte-Hou, Saint-Hou. En 1791, le couvent a été dissous par la Révolution française et les bâtiments ont été démolis. Aujourd'hui, à Val-d'Ornain, la route de Sainte-Hoïlde nous rappelle le couvent. Il y a une ferme dans le village (Sainte Hould). On peut trouver des parties de l'ancien équipement dans les villages environnants.